# Heinrich VI. von Plauen
Heinrich VI. von Plauen (* 29. Dezember 1536 in Meißen; † 22. Januar 1572 in Schleiz) war Burggraf von Meißen, Herr zu Plauen, Herr von Schleiz und Lobenstein. Mit ihm erlosch die Linie der Vögte von Plauen.

## Leben
Heinrich VI. war der jüngere der beiden Söhne des Burggrafen Heinrich IV. von Plauen aus dessen Ehe mit Gräfin Margarethe von Salm (1517–1573). Nach dem Tod des Vaters übernahmen sein älterer Bruder Heinrich V. und er gemeinsam dessen weitreichende Besitzungen, aber auch die Streitigkeiten mit den Reußen. Allerdings waren beide noch nicht volljährig, weshalb ein Monat nach dem Tod des Vaters König Ferdinand von Böhmen ihnen versprach, sie gegen die Reußen zu schützen. Neben den hohen Schulden, die ihnen ihr Vater hinterlassen hatte, kamen neue durch die Prozesse gegen die Reußen dazu. Bereits 1556 verloren die Brüder durch kaiserlichen Schiedsspruch die fränkischen Ämter Hof und Schauenstein.
Im Mai 1559 folgte die Verpfändung der Herrschaften Plauen und Voigtsberg und des Amtes Schöneck an Kurfürst August von Sachsen. Mit dem Urteil von Wien vom 28. September 1560 verloren die Brüder per 1. Januar 1561 die Herrschaft Greiz an die Reußen und die Herrschaften Gera und Schleiz je zur Hälfte an die Reußen. Lediglich die Besitzungen in Böhmen und die böhmischen Lehen Lobenstein und Schloss Posterstein verblieben den Brüdern. Aber erst mit der kaiserlichen Bestätigung eines neuen Vertrages und der Besiegelung des Vertrags am 9. März 1562 zu Prag fand der Streit mit den Reußen ein Ende. Am 14. März 1562 erfolgte die kaiserliche Belehnung der beiden Brüder.
Bei der 1563 erfolgten Landesteilung zwischen den beiden Brüdern erhielt Heinrich VI. die Herrschaft Schleiz und Lobenstein sowie das Amt Pausa. Nach Verstreichen der Pfändungsfrist für die Herrschaften Plauen und Voigtsberg und des Amtes Schöneck, Heinrich VI. soll das für die Einlösung bereitstehende Geld für sich verbraucht haben, gingen diese an Kursachsen verloren.
In Vorbereitung seiner Vermählung mit Prinzessin Katharina von Braunschweig-Lüneburg-Gifhorn (* 1548 in Gifhorn; † 10. Dezember 1565 in Schleiz) am 9. April 1564 zu Fallersleben verpfändete er das Amt Pausa an einen Leipziger Bürger, der es 1569 an Kursachsen veräußerte bzw. von Kurfürst August die Pfandansprüche abgekauft bekam. Bereits am 27. August 1566 vermählte er sich erneut, jetzt mit Anna von Pommern-Stettin (* 5. Februar 1531 in Stettin; † 13. Oktober 1592 in Rosenberg). In ständiger Geldknappheit verpfändete er 1567 Lobenstein an Schwarzburg und 1569 an die Vitzthum von Eckstädt, ohne es jemals wieder einlösen zu können.
Heinrich VI. starb am 22. Januar 1572 völlig verarmt als letzter des Geschlechts der Vögte von Plauen. Seine Ehen waren kinderlos geblieben. Bestattet wurde er in der Bergkirche zu Schleiz. Sein Besitz fiel an die Reußen, die aber noch fast zwanzig Jahre mit seiner Witwe Rechtsstreite um die Herrschaft Schleiz mit Saalburg und Burgk führten. Anna von Pommern weigerte sich selbst nach ihrer Wiederverheiratung 1576, den mit kaiserlicher Bestätigung, aber ohne Einwilligung der Reußen, ihr als Wittum übereigneten Besitz zu räumen. Erst im Jahr 1590 konnte der Streit mit einem Vergleich beendet werden, in dem sie die Herrschaft Schleiz gegen eine Barzahlung von 42.250 Gulden an die Herren Reuß herausgab.
Heinrich VI. stammte aus der älteren Plauener Linie und ist nur sehr entfernt mit den Herren Reuß von Plauen zu Greiz, dem späteren Fürstenhaus Reuß ältere Linie verwandt. Ihr gemeinsamer Vorfahr war Heinrich I., der Stifter der Linie der Vögte von Plauen und hatte im 13. Jahrhundert gelebt.